# 1920 في المملكة المتحدة
فيما يلي قوائم الأحداث التي وقعت خلال عام 1920 في المملكة المتحدة.

## سياسة

### تعيين في المنصب
- 1 يناير – كليفورد ألبوت عضو مجلس الشورى البريطاني.
- 12 فبراير – هربرت أسكويث زعيم معارضة.

## رياضة
- 1 يناير – بطولة ويمبلدون 1920

## كتب
من الكتب التي صدرت هذه السنة في المملكة المتحدة:
- 1 يناير – قضية ستايلز الغامضة من تأليف أجاثا كريستي.
- 1 يناير – نساء عاشقات من تأليف ديفيد هربرت لورانس.

## مواليد

### يناير
- 15 يناير – آرثر إليسون، مهندس وعالم بريطاني.
- 22 يناير – ألف رامسي لاعب ومدرب كرة قدم إنجليزي.
- 31 يناير – بيرتن وليامز لاعب كرة قدم إنجليزي.

### فبراير
- 10 فبراير – أليكس كومفورت
- 15 فبراير – بيل كولنز لاعب كرة قدم إنجليزي.
- 16 فبراير – إيلين مكراكن عالمة نبات أيرلندية.

### مارس
- 1 مارس – ريج هاريس درّاج مضمار من المملكة المتحدة.
- 16 مارس – جون أديسون

### أبريل
- 18 أبريل – روي بول لاعب كرة قدم إنجليزي.

### مايو
- 7 مايو – تومي ديفيس
- 9 مايو – ريتشارد آدامز
- 9 مايو – وليام تين كاتب أمريكي.
- 24 مايو – جون بيرترام آدامز

### يونيو
- 6 يونيو – بوبي هاربر لاعب كرة قدم اسكتلندي.
- 6 يونيو – جون ماينارد سميث

### يوليو
- 10 يوليو – ديفيد ريكيتس درّاج طريق من المملكة المتحدة.
- 17 يوليو – لويس جاكوبس
- 25 يوليو – روزاليند فرانكلين

### أغسطس
- 3 أغسطس – بي دي جيمس
- 3 أغسطس – نورمان ديويس سائق سيارة سباق من المملكة المتحدة.
- 21 أغسطس – رينتي موناغان ملاكم من المملكة المتحدة.
- 21 أغسطس – كريستوفر روبن ميلن كاتب من المملكة المتحدة.
- 23 أغسطس – ليونيل سميث لاعب كرة قدم إنجليزي.

### سبتمبر
- 7 سبتمبر – بات جونز لاعب كرة قدم إنجليزي.
- 11 سبتمبر – بيتر شو غرين
- 16 سبتمبر – جون سمارت
- 29 سبتمبر – بيتر ميتشل

### أكتوبر
- 2 أكتوبر – ليه سميث لاعب كرة قدم إنجليزي.
- 19 أكتوبر – هاري آلان تاورز منتج أفلام بريطاني.

### نوفمبر
- 11 نوفمبر – روي جنكينز

### ديسمبر
- 2 ديسمبر – هنري ساغس
- 6 ديسمبر – جورج بورتر كيميائي بريطاني.

## وفيات

### يناير
- 1 يناير – آرثر جونسون (مواليد 1879) لاعب كرة قدم إنجليزي.

### أبريل
- 14 أبريل – جون جورج بارثولوميو (مواليد 1860)

### مايو
- 1 مايو – مارغريت أميرة كونوت (مواليد 1882)
- 29 مايو – ألفرد جونز (مواليد 1832)

### أغسطس
- 16 أغسطس – جوزيف نورمان لوكير (مواليد 1836)
- 16 أغسطس – جون غيلبرت بيكر (مواليد 1834) عالم نبات بريطاني.

### سبتمبر
- 1 سبتمبر – تشارلز ليال (مواليد 1845) موظف مدني من المملكة المتحدة.

### أكتوبر
- 28 أكتوبر – جيرارد سميث (مواليد 1839) سياسي من المملكة المتحدة.